# Базова валюта
Бáзова вал́юта (Бáзисна вал́юта) — 1) валюта, стосовно якої здійснюється котирування іншої валюти в даній країні, фінансовому центрі. 2) валюта, у якій визначається курс цінного паперу.
При котируванні двох валют базова записується зліва.
Базовою валютою є як правило, валюти провідних промислово розвинених країн. Основою світовою резервною валютою є долар США, тому він використовується як основна базова валюта.
Проте в котируванні фунта стерлінгів (GBP/USD) фунт виступає базовою валютою, а долар — валютою котирування. Ця традиція склалася історично, фунт був ключовою валютою до Першої світової війни (80% міжнародних розрахунків здійснювалося у фунтах). Аналогічним чином котуються валюти колишніх англійських колоній: австралійський долар (AUD/USD) і новозеландський долар (NZD/USD) та ін..
Євро котирується до долара як базова валюта (EUR/USD).